# Menschenfänger

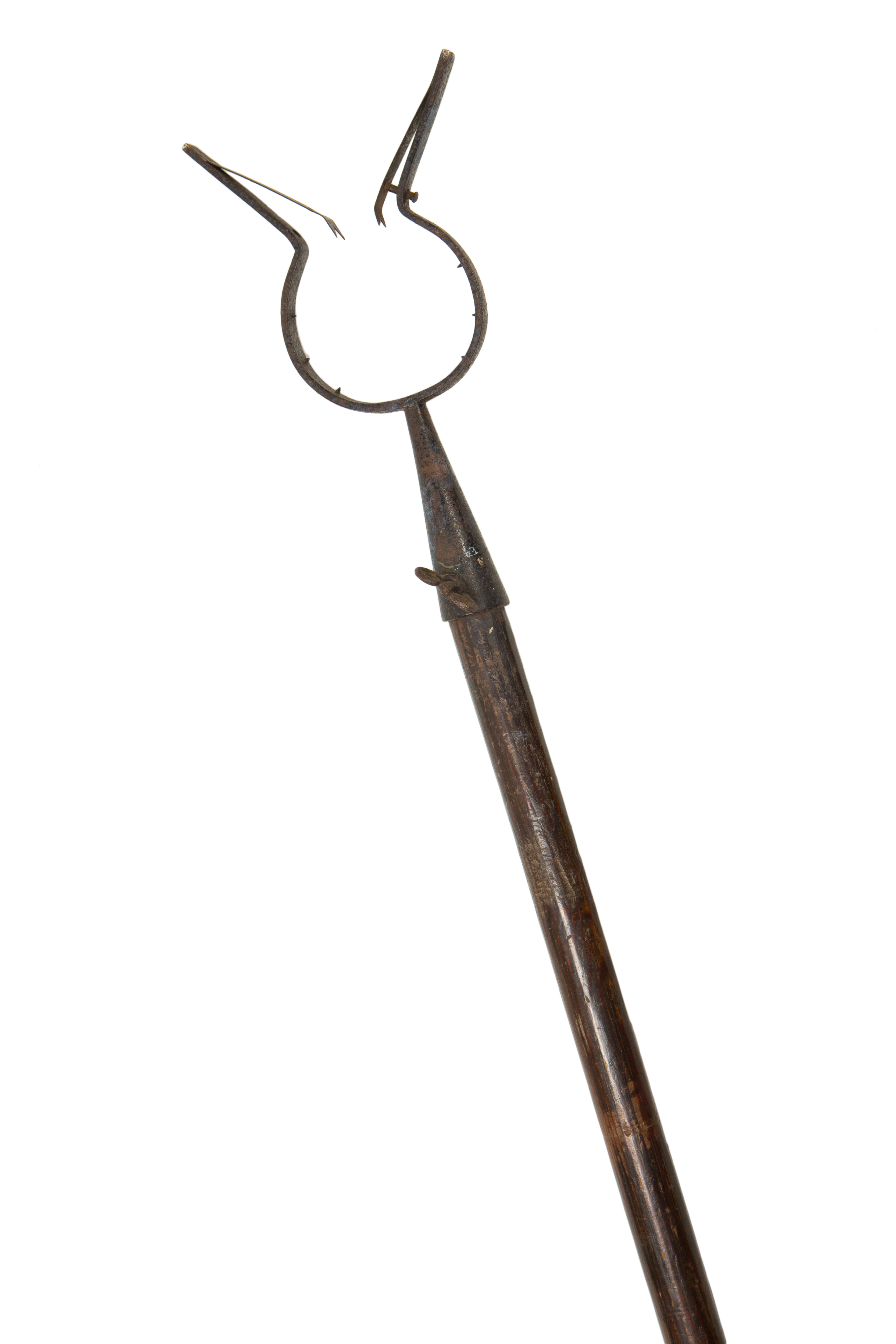
Westlicher Menschenfänger aus den Niederlanden (Datierung ca. 1600–1750)

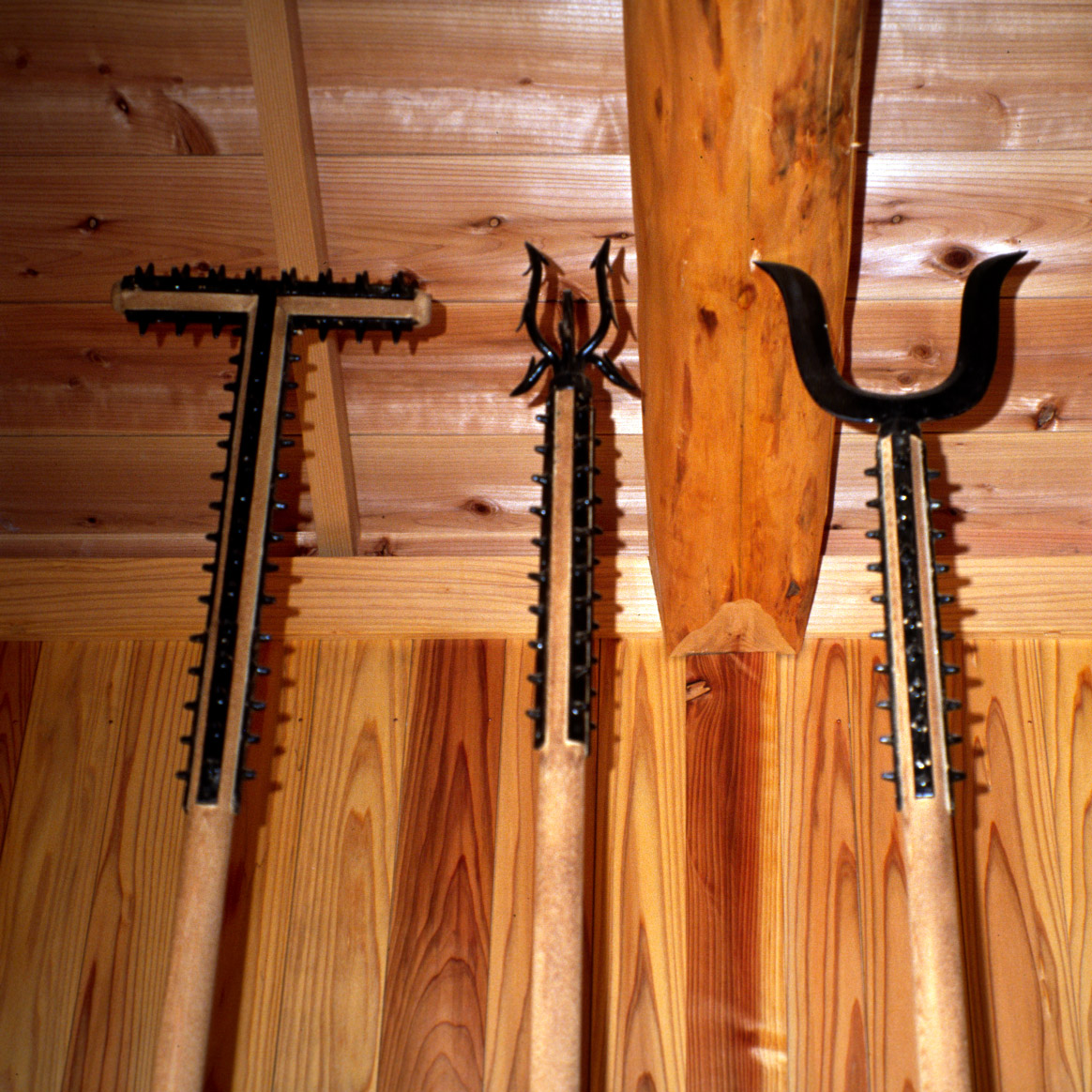
Japanische Menschenfänger (Sodegarami)

Der Menschenfänger (auch: Fangeisen, Hexenfänger) ist eine nicht tödliche Stangenwaffe aus der Frühen Neuzeit, die zum Einfangen Flüchtiger genutzt wurde.

## Beschreibung
Es handelt sich dabei oft um einen offenen Halbkreis aus Metall, der einen zurückschnappenden V-förmigen Einlass aufweist, der das Entkommen in die Gegenrichtung verhindert; im Inneren sind Widerhaken oder Dornen angebracht.
Diese Vorrichtung wird dem Flüchtenden um Beine, Arme oder Hals gelegt und verhindert so ein Weiterkommen.
Die waffenkundliche Literatur nennt Menschenfänger des 16. bis 18. Jhd. Diese dienten vermutlich hauptsächlich zu Polizeizwecken, um Gefanene zu Führen und gleichzeitig auf Distanz zu halten. Der Einsatz als Waffe gegen Reiter ist umstritten und wird an vielen Stellen bezweifelt.
Menschenfänger gibt es in verschiedenen Ausführungen in verschiedenen Ländern.
Im 18. Jahrhundert wurden Menschenfänger noch von der preußischen Armee zum Einfangen von Deserteuren verwendet. 1753 ist ihr Einsatz im Hamburger Zuchthaus belegt.